# دیوانه‌وار (فیلم ۲۰۱۱)
دیوانه‌وار (انگلیسی: Like Crazy) فیلمی در ژانر رمانتیک و درام به کارگردانی دریک دورمس است که در سال ۲۰۱۱ منتشر شد.

## توسعه فیلمنامه
بسیاری از عناصر فیلم مشابه و برگرفته از زندگی واقعی خود دریک دورمس هستند. همانند سفرهای مکرر میان لس‌آنجلس و لندن و همین‌طور مشکلاتی که برای وی در زمینهٔ قوانین مهاجرتی آمریکایی، ازدواج موقت و کوتاه و سفر به جزیرهٔ سانتا کاتالینا پیش‌آمد. داستان این فیلم یک نویسندهٔ دیگر هم به نام بن یورک جونز داشت. جونز و دورمس طرحی کلی و ۵۰ صفحه‌ای از فیلم را که بیشتر شامل یک داستان کوتاه از یک فیلمنامهٔ سنتی می‌گردید را پیاده نمودند. این طرح‌ها شامل اهداف خاص، صحنه‌ها، تم‌ها و لحظات هیجانی فیلم بود اما در بر گیرندهٔ کمترین دیالوگ‌ها بود.

## نگارخانه

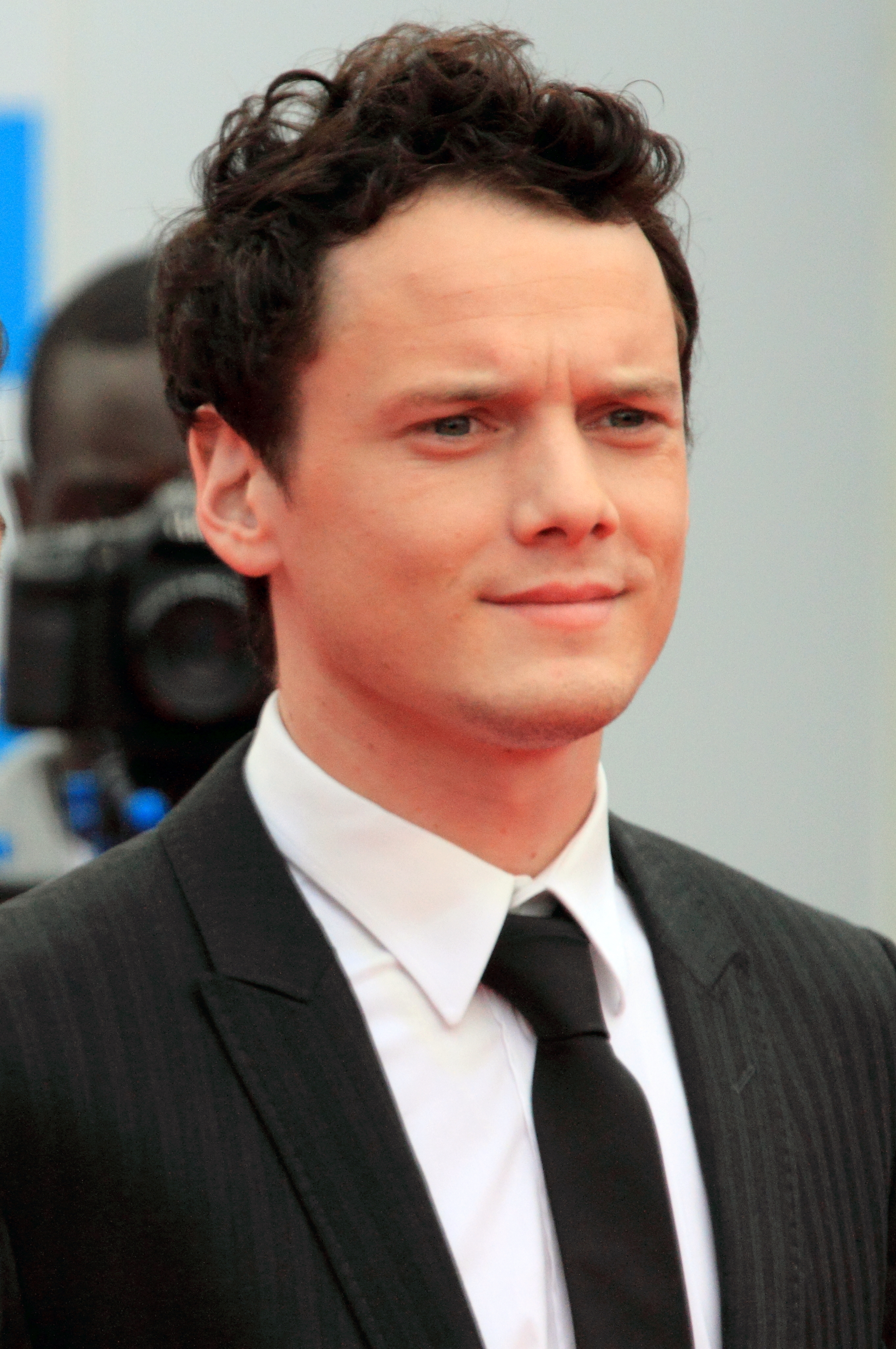
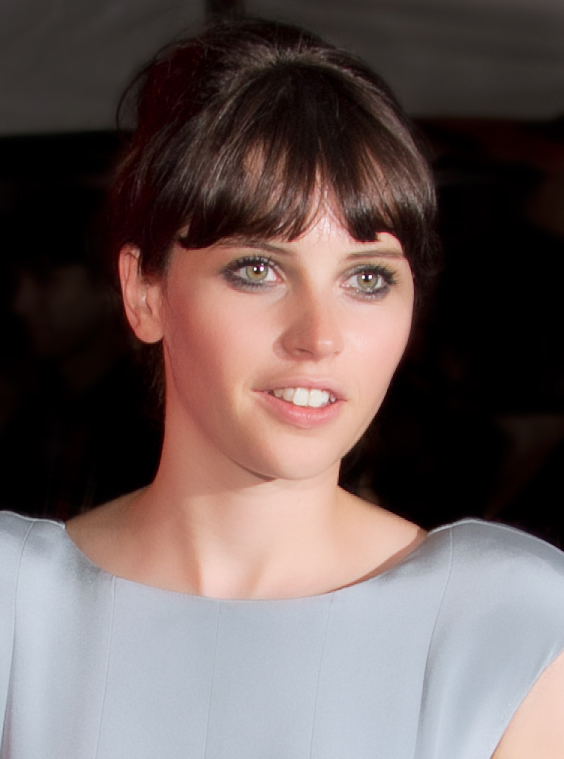

## بازیگران
- آنتون یلچین
- فلیسیتی جونز
- جنیفر لارنس
- الکس کینگستون
- چارلی بیولی
- کریس مسینا
- جیمی توماس کینگ